# 6L6

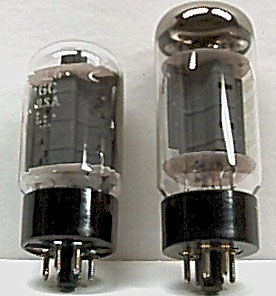

6L6 è il nome di una tipologia di tubi a vuoto introdotta da Radio Corporation of America (RCA) nel luglio 1936.

## Storia
All'epoca la concorrente Philips aveva già sviluppato e brevettato progetti di pentodi di potenza, che stavano rapidamente sostituendo i triodi di potenza a causa della loro maggiore efficienza. Il design del tetrodo a fascio del 6L6 ha permesso all'RCA di eludere il brevetto pentodo Philips.